# معماری دوره تیموریان

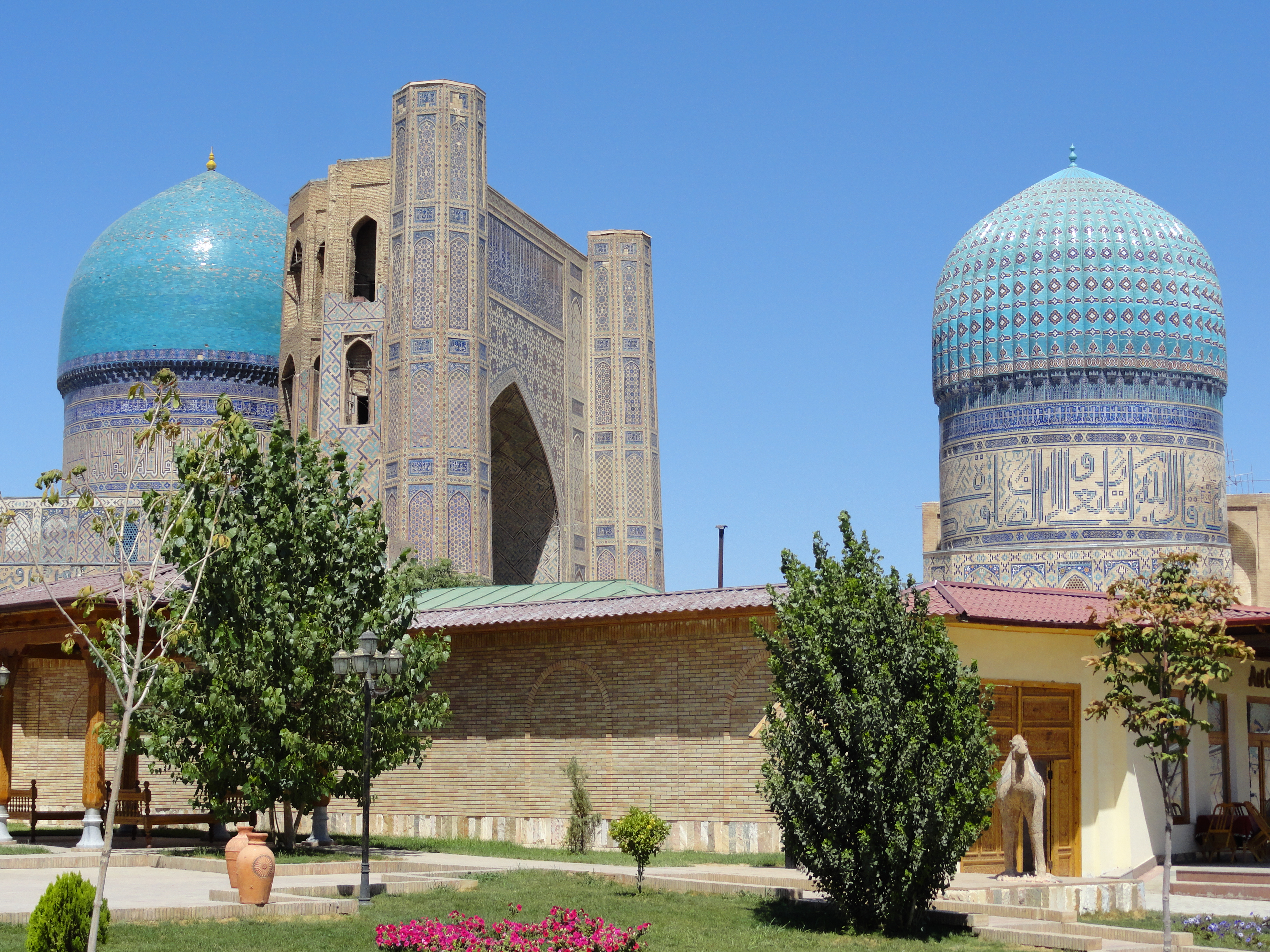

سلسله تیموریان یا گورکانیان ایران (۹۱۱–۷۷۱ ه‍. ق) توسط امیر تیمور ایجاد گردید. این سلسله سمرقند را به پایتختی برگزید. مملکت در آن زمان لااقل اسماً از دهلی تا دمشق و از دریاچه خوارزم (آرال) تا خلیج فارس وسعت داشت و چون فتوحات تیمور بیشتر جنبه یورش و هجوم داشت تا تسخیر واقعی غالب ممالک مفتوح به زودی از تصرف تیموریان خارج شد.

## معرفی بناها
- آرامگاه تیمور
- مسجد جامع سمرقننو
- مدرسة غیاثیه خرگرد
- مسجد گوهرشاد
- قصر تیمور درکش
- مسجد کبود تبریز

## ویژگی‌های معماری
معماری ایرانی که در قرن هشتم هجری بر اساس فرم و ساختمان سلجوقی بنیان نهاده شده بود در دوران تیموری دارای مقیاس بزرگ‌تر و شکوه بیشتری گردید. تیمور بیش از هر حکمران آسیا در قلمرو حکومت خود ساختمان بنا کرد، دربیشتر ساختمان‌های این دوره بر خاصیت عمودی بودن بنا تأکید شده‌است که این خصوصیت بیشتر توسط استفاده از برج‌های مدور در گوشه‌های ساختمان پدید می‌آمد. این گونه تزئین از اولین نشان ه‌های مشخص دوران تیموری است.

## دورهتیمور
فاتح سمرقندی در سراسر دوره حیات و حکومتش سه هدف کلی را دنبال می‌کرد: کشورگشایی، دین پروری، ساخت و ساز. می‌توان گفت هدف اول عاملی بود در پیشبرد هدف سوم و هدف سوم ابزاری بود در خدمت هدف دوم. تیمور طی جنگ‌ها و فتوحاتش، خیلی عظیم از بهترین مهندسان و معماران و بنّایان و سنگ تراشان و کاشی سازان و گچ کاران را دسته دسته از ممالک مفتوحه راهی پایتختش سمرقند کرد و مال بسیاری به پای مهارت ایشان ریخت تا برایش عمارت‌هایی به فلک برکشیده برافرازند و چشم تاریخ را به شکوه چشم گیر تمدن تیموری خیره سازند. اگر چه سورچرانی سیری ناپذیرش زمینه ساز احداثئ باغ‌ها و کاخ‌هایی بی‌نظیر و بسیار گردید، دین پروری راستین یا ریایی اش سبب شد که در برافراشتن گنبدها و گلدسته‌های مساجد و مزارات، میان همت را تنگ‌تر بندد. عمارت آق سرای  و مسجد جامع سمرقند   از مهم‌ترین بناهایی بود که به امر تیمور ساخته
شد.
بیشتر فعالیت‌های عمرانی تیمور مربوط است به ده سال واپسین زندگی اش. از آن جمله، آغاز
احداث مجموعه عظیم شاه زنده که تیمور آن را در فاصله سال‌های ۸۰۶ و ۸۰۷ بر سر آرامگاه
پسرزاده اش میرزا محمدسلطان بن جهانگیر (د ۸۰۵ ه) بنا کرد و بعدها در زمان جانشینانش به
گورستان خانوادگی تیموریان تبدیل شد.
جدا از این‌ها، تیمور بازسازی بسیاری از آثار بازمانده از زمان‌های پیش را هم وجهه همت
ساخت. نخستین فرمان او به تعمیر بناها که در تواریخ ضبط شده، مربوط است به لشکرکشی
اولش به بغداد در سال ۷۹۵. در این زمان، او فرمان داد که مزار امام احمد حنبل، پیشوای مذهب
حنبلی را که از طغیان رود دجله خسارت دیده بود، مرمت کنند. 
در سال ۷۹۹ گذر تیمور به ترکستان  افتاد و با گذر از رود سیحون به نواحی تاشکند و خجند
رسید. او سپس برای زیارت مزار شیخ احمد یسوی (د ۵۶۲ ه) که از اعقاب امام زاده محمد حنفیه
بود، راهی قریه یسی شد. در آنجا به تعمیر آن مزار متبرک فرمود و استادکاران به سرپرستی یکی از
مباشران تیمور به نام مولانا عبیدالله (یا عبدالله) صدر، در مدت دو سال عمارتی عالی بر سر آرامگاه
شیخ برافراشتند. این بنا که در شهر ترکستان همچنان پا ب ر جاست، دارای ایوان طاق داری وسیع و
مرتفع است با دو منار و گنبدی با قاعده مربع به ضلع سی گز در سی گز و گنبدی کوچ کتر در
جانب قبله گنبدخانه بزرگ با قاعده دوازده گز در دوازده گز بر فراز مرقدی که با چهار صفه  احاطه
شده‌است. چهار صفه مستطیل شکل با ابعاد سیزده گ ز و ن یم در شانزده گز و نیم در دو جانب
گنبدخانه بزرگ ساخته‌اند که محل حضور جماعات است و از همین رو آن‌ها را جماعت خانهمی خوانند.  در همان زمان تیمور فرمان داد که گنبد و فضای بیرونی بنا را با کاشی بیارایند و سنگی
سفید را بتراشند و منقش کنند و بر سر مزار بگذارند. 
۶۵/۵ متر که شامل نمازخانه و ×۴۶/ امروزه مقبره شیخ احمد یسوی ساختمانی است با زیربنای ۵
مطبخ و حمام و خانقاه و کتابخانه م یشود و سراسر فضای بیرونی آن با آجرکاری معرق و کتیب ه‌های
۳۷ متر از طریق دری / متعدد زینت یافته‌است. در جانب جنوبی بنا ایوان شکوهمندی به ارتفاع ۵
چوبی با منب تکاری نفیس، به درون گنبدخانه مکعب شکل راه می‌یابد. همه جوانب درون گنبد
پوشیده از مقرنس است. گفتنی این که ارتفاع ایوان ورودی و گنبدخانه با یکدیگر برابر است.
در راستای ایوان ورودی و گنبد اصلی، در جانب دیگر بنا (جانب شمالی)، گنبدی کوچک‌تر واقع
شده‌است که دارای همه ویژگی‌های گنبدهای رایج در دوره تیموری است: کلاهکی پیاز ی پوشیده
از کاشی‌های فیروزه‌ای بر فراز ساق‌های بلند که قطر آن از قطر دهانه کلاهک کمتر است با کتیبه‌ای
بر دیوار بنا خودنمایی م یکند. همچنین «عمل حاجی حسن شیرازی» به قلم کوفی. رقمی با متن
بر یکی از کاشی‌های گنبدخانه کوچک‌تر، «شمس الدین بن عبدالوهاب شیرازی» رقمی دیگر با نام
که آرامگاه شیخ احمد در آن است، نقش بسته است.  شاید این دو شخص معمار و کاش یکار بنا
بوده‌اند.
اگر چه ساختار این بنا در زمان تیمور از اساس تغییر یافت و عمارتی کاملاً نو از آن سر برآورد، باید دانست که تا آن زمان، مزار شیخ احمد بیش از دو قرن در آن مکان برقرار و زیارتگاه مردمان بود. گمان نزدیک به یقین آن است که این مزار بقع‌های محقر بوده که تیمور آن را نپسندیده و به ساخت عمارتی معتبر، فراخور شأن صاحب مزار، فرموده است. از این رو می‌توان زیارتگاه شیخ احمد یسوی را از بناهای مرم تیافته این زمان برشمرد نه از بناهای نوساخته.
یکی دیگر از اقدامات مهم تیمور در زمینه مرمت، تعمیر قلعه ایریاب بود. این قلعه که در ولایت ایریاب در افغانستان کنونی واقع بود، به گفته نظام الدین شامی چنان وسعتی داشت که مسجد جامعی در میان آن ساخته بودند و مساجد و خانه‌هایی دیگر پیرامون آن را فراگرفته بود. 
تیمور در اوایل ذی حجه سال ۸۰۰، از جلگه کابل به قصد ولایت ایریاب عزیمت کرد. چون بدان جا رسید، مردمان آن ولایت از شخصی به نام موسی اوغانی (افغانی) که گویا سرکرده راهزنانکوه‌های کرکس بود، به او شکایت کردند که اموال و املاک ما را غارت و قلعه ایریاب را ویران
کرده و راه بر کاروانیان بسته است.  به مسامع علیه رسانیدند» تیمور بی‌درنگ قاصدی با حکم خویش نزد موسای مذکور فرستاد که که تو قلعه ایریاب را خراب ساخته‌ای و حال آن که آن حصار بر سر راه هندوستان واقع است و مناسب نیست که خراب باشد. می‌باید که به تعجیل بیایی تا تو را رعایت فرموده، آن ولایت را به تو  هنگامی که موسی به حضور تیمور رسید، تیمور به. «ارزانی داریم و قلعه را به حال عمارت باز آری ما لشکر با تو همراه کنیم تا بروی و قلعه را معمور سازی. تو خشم خود را کوچ کرده، به»: او فرمود نزدیک حصارآور و به عمارت قلعه مشغول شو و سعی کن تا رسیدن ما قلعه تمام شود، و اگر کاری ۴. «مانده باشد، چون ما برسیم، چریک  مدد کرده، مکمل سازند پس از آن، تیمور سه هزار تن را با موسی روانه کرد تا به مرمت قلعه بپردازند. به روایت شرف الدین یزدی، هر روز دویست سیصد مرد با نوای دهل و سرنا نهایت همت و توانشان را در بازسازی آن قلعه به ک ار می‌گرفتند. بدین سان، قلعه‌ای عظیم در مدت چهارده روز ساخته و پرداخته شد.  همچنین تعمیر مسجد جامع درون قلعه با نظارت دو تن از مباشران تیمور به نام‌های امیر شاه ملک و امیر جلال الاسلام پایان پذیرفت.  تیمور در بامداد روز جمعه هفدهم
ذی حجه همان سال (۸۰۰) سوار بر اسبی بور از نتیجه کار مرمت قلعه دیدن کرد. 
آخرین اقدام مهم تیمور در زمینه مرمت، تعمیر شهر بیلقان بود که در ۸۰۶ ه، یعنی سالی پیش از وفاتش به انجام رسید. بیلقان شهری بود در چهارده فرسخی جنوب بردعه و هفت یا نه فرسخی شمال ارس (در حوالی اران و آذربایجان) در جاده‌ای که از برزند می‌آمد. این شهر که به گفته بسیاری از جغراف یدانان، نظیر ابن خرداذبه و یاقوت حموی، به دست قباد ساسانی (۵۳۱ م)
احداث شد، در آن زمان چنان ویران شده بود که از آثار و عماراتش نشانی نمانده بود.  تیمور با این انگیزه که در ایران هم همچون ماوراءالنهر آثاری خیر از او به یادگار بماند، معماران و استادکاران را فرمود که نقشه بازسازی شهر را تهیه و اجرا کنند. به ز ودی طرح تعمیر بیلقان آماده شد که مشتمل بود بر بارویی عریض و خندقی عمیق و چندین بازار و خانه‌های بسیار و مسجد و میدان و گرمابه و بستان.
پس از طرح نقشه، وسعت شهر را با طناب پیمایش و تقسیم کردند و سرکاریِ هر قسمت را به شاه زاده یا سرداری سپردند. بی‌درنگ تمامی سپاهیان در کنار استادکاران دست به کار شدند و به رغم سرما و بار ش گاه به گاه، و نیز کمبود ابزارها و تجهیزات، ظرف یک ماه شهر را ساختند.
مصالح اصلی به کار ر فته در تعمیر شهر، خشت پخته بود. به نوشته نظام الدین شنب غازانی که وقایع نگار مستقیم دستگاه تیمور و شاید شاهد عینی ماجرا بود، بنایان حصاری چهارگوش بر گرد شهر کشیدند با محیط ۲۴۰۰ گ ز و عرض یازده گز و ارتفاع (تا سر شرفه‌ها) نزدیک به پانزده گ ز. همچنین خندقی حفر کردند به عرض چهل و عمق بیست گز.  در عرض حصار خان ه‌هایی برای حضور نگهبانان و پاسبانان ساختند و در هر یک از اضلاع چهارگانه آن برجی برافراشتند و در میانه حصار هم برج‌هایی دیگر برپا کردند و برای هر یک از آن‌ها کنگره‌ها و سن گاندازها ترتیب دادند. دو دروازه هم در دو جانب حصار برای آمد و شد مردم گشودند.  پس از این مرحله، تیمور برای تأمین آب مشروب و زراعی ساکنان شهر، فرمود تا جدولی از رود ارس به درون باروی شهر کشیدند. طول این جدول شش فرسخ و عرض آن ده گ ز بودو عمق آن در نقاط مختلف از چهار تا هشت گ ز تفاوت داشت. برای انجام این کار، حافظ ابرو مأمور شد که به و سیله ابزار چاه کنی، زمین را در نقاط مختلف بیازماید تا هر نقطه را به حدی که لازم است بکَنند و کار غیرضروری انجام نشود. 
بازسازی‌های دیگری هم در زمان حکومت تیمور صورت پذیرفت که از آن جمله است احداث دو گنبد رفیع از سنگ سفید بر سر مزار همسران پیامبر (ص) در دمشق که در سال ۸۰۳ هجری ظرف ۲۵ روز به انجام رسید. نیز حفر نهر برلاس که در سال ۸۰۴ به هنگام قشلاق تیمور در حوالی قراباغ انجام یافت. نهر برلاس جویی بود که گذشتگان از رود ارس منشعب و در صحراهای اطراف این رود جاری کرده بودند؛ اما گذشت زمان و ت هنشینی گل و لای آن را ناکارآمد کرده بود.
در آن زمان تیمور فرمان تجدید حفر آن را صادر و کار را بین امیران و لشکریان تقسیم کرد و ایشان در مدت یک ماه جویی با بیش از ده ف رسخ طول حفر کردند که به گفته مورخان حرکت کشتی نیز در آن ممکن بود. دهانه خروجی این جوی از رود ارس، مکانی بود معروف به کوشک چنکشی و پایانش به محلی می‌رسید که بدان سرخه پیل می‌گفتند. از آب نهر برلاس روستاها و
آسیاب‌ها و مزارع و باغ‌های بسیاری سیراب شد. 
از مجموع این گفته‌ها چند نکته را م یتوان دریافت:
نخست این که، تیمور که بیشتر عمر را صرف جنگ‌های پیاپی و کشورگشایی و قتل و غارت مردمان و تخریب آبادی‌ها کرده بود، در ده سال پایانی زندگی با جدیت تمام به فعالیت‌های عمرانی روی آورد (البته این بدان معنا نیست که جنایات پیشین را رها کرد). او در این سا لهاافزون بر احداث بناهای اَشرافی و دینی و رفاهی، بسیاری از آثار از پیشم انده را هم مرمت کرد، چنان‌که شاید بتوان گفت نزدیک به نیمی از اقدامات او بازسازی بود نه نوسازی.
دیگر این که، بیشتر نوسازی‌های تیمور درون خاک سمرقند و در حومه این شهر انجام پذیرفت، چنان‌که در این منطقه شمار زیادی کاخ و باغ و آبادی سر برافراشت،  در حالی که
بازسازی‌های تیمور در نواحی و شهرهای دیگر صورت می‌گرفت. شاید تیمور در اواخر حیات به صرافت جبران دست کم بخشی از تب هکاری‌هایش افتاده بود.
سوم این که، او همواره برای انجام این کارها تعجیل داشت و با تعیین ضرب الاجل‌های کوتاه مدت، مانع از آن می‌شد که کار به درازا بکشد. گفته‌های مورخان گویای آن است که جز مرمت بقعه شیخ احمد یسوی که دو سال به طول انجامید، سایر بازسازی‌ها ظرف دو هفته تا یک ماه پایان پذیرفته‌است.
چهارم این که، تیمور برای تسریع کار، به نیروی معماران و بنایان و کارگران اکتفا نمی‌کرد، بلکه سپاهیان و حتی سرداران و فرزندان خود را هم به کار وامی‌داشت و هر یک را موظف به انجام قسمتی از کار م یکرد و فعالیت ایشان را نظم و سامان می‌بخشید. بدین سان، او برای پیشبرد این
طرح‌های عظیم بازسازی، از حد ا کثر توان اجرایی اش بهره می‌برد تا در کمترین زمان ممکن به بار نشیند.